# Campylorhamphus pusillus
Campylorhamphus pusillus е вид птица от семейство Furnariidae.

## Разпространение
Видът е разпространен в Колумбия, Коста Рика, Еквадор, Никарагуа, Панама, Перу и Венецуела.